# Soupiska české fotbalové reprezentace do 20 let – 2007
Česká fotbalová reprezentace do 20 let obsadila na Mistrovství světa ve fotbale hráčů do 20 let 2007 v Kanadě druhé místo, když v boji o zlato prohrála s Argentinou 1:2.
| Brankáři  | Radek Petr      | FC Baník Ostrava     |
|           | Luděk Frydrych  | FC Hradec Králové    |
|           | Tomáš Fryšták   | 1. FC Slovácko       |
| Obránci   | Jakub Dohnálek  | FC Slovan Liberec    |
|           | Lukáš Kubáň     | 1. FC Slovácko       |
|           | Ondřej Mazuch   | FC Zbrojovka Brno    |
|           | Jan Šimůnek     | AC Sparta Praha      |
|           | Michal Held     | SK Slavia Praha      |
|           | Marek Suchý     | SK Slavia Praha      |
|           | Tomáš Cihlář    | FC Vysočina Jihlava  |
| Záložníci | Ondřej Kúdela   | 1. FC Slovácko       |
|           | Jiří Valenta    | FK Baumit Jablonec   |
|           | Jakub Mareš     | Ústí nad Labem       |
|           | Tomáš Okleštěk  | FC Zbrojovka Brno    |
|           | Petr Janda      | SK Slavia Praha      |
|           | Tomáš Mičola    | FC Baník Ostrava     |
|           | Marcel Gecov    | SK Kladno            |
|           | Luboš Kalouda   | FC Zbrojovka Brno    |
| Útočníci  | Martin Fenin    | Teplice              |
|           | Marek Střeštík  | FC Zbrojovka Brno    |
|           | Tomáš Pekhart   | Tottenham Hotspur FC |
| Trenér    | Miroslav Soukup | Česko                |